# Microregione di Pau dos Ferros
Pau dos Ferros è una microregione dello Stato del Rio Grande do Norte in Brasile, appartenente alla mesoregione di Oeste Potiguar.

## Comuni
Comprende 17 comuni:
- Alexandria
- Francisco Dantas
- Itaú
- José da Penha
- Marcelino Vieira
- Paraná
- Pau dos Ferros
- Pilões
- Portalegre
- Rafael Fernandes
- Riacho da Cruz
- Rodolfo Fernandes
- São Francisco do Oeste
- Severiano Melo
- Taboleiro Grande
- Tenente Ananias
- Viçosa